# Galtzaur
 Galtzaur es un distrito de Astigarraga. Se encuentra en las laderas del monte Txoritokieta. Al sur está la regata Galtzaur. Fue el distrito que sufrió la mayor urbanización en las décadas de 1960 y 1970. Ahora se fusiona con el centro de la ciudad y es difícil distinguir sus límites. 